# Gare de Turin-Porta-Nuova
La gare de Turin-Porta-Nuova (en italien : stazione di Torino Porta Nuova), est la gare principale de Turin (Piémont) et la troisième plus grande d'Italie : 192 000 voyageurs chaque jour, 70 millions chaque année, transitent dans cette gare. C'est une gare terminus, située dans le centre de la ville, ouvrant sur la place Carlo-Felice et sur l'axe de la via Roma (it) qui conduit au palais royal. Elle fait partie des treize gares principales d'Italie qui sont devenues la propriété de la société Grandi Stazioni, filiale des Ferrovie dello Stato, les chemins de fer italiens de l'État.
La gare de Porta Nuova est desservie par une station du métro de Turin, dont elle a été le terminus temporaire entre 2007 et 2011.

## Histoire
La première gare de Turin fut construite en 1861. Cette gare était constituée de deux bâtiments aux fonctions bien distinctes, le bâtiment Départ, situé le long de la via Nizza, comprenait un grand hall, à voûte circulaire en plein cintre, orné de colonnes et de stucs. Il accueillait la billetterie et trois salles d'attente (une par classe de voyageurs) ainsi qu'un salon royal et le buffet. 
Le bâtiment Arrivée, situé le long de la voie Sacchi, hébergeait une salle d'attente, la consigne à bagages, et une galerie pour recevoir voitures et fiacres, communiquant avec l'autre bâtiment.
Entre les deux s'étendaient les quais, recouverts par une imposante toiture semi-circulaire (l'un des premiers exemples en Europe de structure métallique en arc à plein cintre).
L'affectation des espaces a été modifiée de 1911 à  1915,  de 1923 à 1928, et en 1940, notamment avec la construction d'un bâtiment à plusieurs étages dédié  aux services postaux. La couverture métallique fut démolie et des abris longitudinaux en bois furent installés sur les quais.
De nouvelles modifications dans les années soixante et soixante-dix ont contribué à en altérer l'architecture. Finalement seule la façade sur le corso Vittorio Emmanuele garde son cachet architectural d'origine.
En 2004, un important projet de restructuration de la gare a été engagé par la société Grandi Stazioni.
Au début des années 2010, la gare, qui compte une desserte quotidienne d'environ 350 trains, voit passer 192 000 voyageurs chaque jour pour 70 millions annuellement.